# 武進一型作戰系統
武進一型為中華民國海軍80年代針對陽字號老舊艦艇進行的升級套件專案，目的為改裝成飛彈驅逐艦，以獲得現代化戰力。

## 作戰系統概述
1974年，海軍總司令部兵器處與中山科學研究院第三研究所展開武進一型作戰系統的研發。
1975年，中華民國海軍選擇了H-930 Mod1作戰系統，海軍總司令部並在同年7月核定採購數量，原預定在1979年6月完成系統研發工作，不過由於分散式戰鬥系統的開發難度高於預期，實際上直到1981年3月才結案，經費也大幅超支。
在這項合作案中，美國漢緯公司（Honey Well）負責系統軟體及硬體開發，中山科學研究院負責開發模擬器、訓練儀及雄風一型反艦飛彈的系統整合，而系統裝艦、岸邊測試與海上測試則由中科院與海軍飛彈工廠共同負責。
武進一型計畫除改裝H-930 Mod1作戰系統之外，陽字號驅逐艦的武裝部分亦有所變更：除A砲位保留一門原裝五吋砲之外，B砲位改裝一門76公釐艦砲，艦尾C砲位則改裝一具四聯裝海欉樹防空飛彈及一具三聯裝雄風一型反艦飛彈發射器，另於艦身中間加裝兩門40公釐L/70機砲與兩座CR-201干擾火箭發射器等武器系統。

## 使用艦艇
- 陽字號驅逐艦：惠陽艦（906）、富陽艦（907）、貴陽艦（908）、慶陽艦（909）、安陽艦（918）、南陽艦（917）、洛陽艦（914）、昆陽艦（919）、綏陽艦（926），以上皆已除役。
- 龍江級巡邏艇，已除役。

## 升級套件
- H-930 Mod1/Mod2戰鬥系統
- 雄風一型反艦飛彈的系統整合（中科院負責）
- 模擬器（中科院自製）
- 訓練儀（中科院自製）

## 參與單位
- 國防部海軍司令部
- 中山科學研究院
- 漢威聯合
- 海軍飛彈工廠